# Margaride (Santa Eulália), Várzea, Lagares, Varziela e Moure
Margaride (Santa Eulália), Várzea, Lagares, Varziela e Moure (oficialmente: União das Freguesias de Margaride (Santa Eulália), Várzea, Lagares, Varziela e Moure) é uma freguesia portuguesa do município de Felgueiras, com 17,44 km² de área e 17 695 habitantes (censo de 2021). A sua densidade populacional é 1 014,6 hab./km².

## História
Foi constituída em 2013, no âmbito de uma reforma administrativa nacional, pela agregação das antigas freguesias de Margaride, Várzea, Lagares, Varziela e Moure e tem a sede em Margaride.

## Demografia
A população registada nos censos foi:
| Distribuição da População por Grupos Etários | Distribuição da População por Grupos Etários | Distribuição da População por Grupos Etários | Distribuição da População por Grupos Etários | Distribuição da População por Grupos Etários | Distribuição da População por Grupos Etários |
| -------------------------------------------- | -------------------------------------------- | -------------------------------------------- | -------------------------------------------- | -------------------------------------------- | -------------------------------------------- |
| Antes da agregação                           |                                              |                                              |                                              |                                              |                                              |
| Ano                                          | 0-14 anos                                    | 15-24 anos                                   | 25-64 anos                                   | >= 65 anos                                   | Total                                        |
| 2001                                         | 3896                                         | 2936                                         | 9149                                         | 1570                                         | 17551                                        |
| 2011                                         | 3020                                         | 2607                                         | 10131                                        | 2232                                         | 17990                                        |
| Após a agregação                             |                                              |                                              |                                              |                                              |                                              |
| Ano                                          | 0-14 anos                                    | 15-24 anos                                   | 25-64 anos                                   | >= 65 anos                                   | Total                                        |
| 2021                                         | 2243                                         | 2049                                         | 10182                                        | 3221                                         | 17695                                        |